# Стефан Миленков
Стефан Миленков Кръстев е български революционер, комунист.

## Биография
Стефан Миленков е роден на 28 юли 1914 година в горноджумайското село Делвино, България. На три години остава без майка, а на десет и без баща. Завършва първоначално образование в Делвино, а след смъртта на баща си, отива в Горна Джумая при брат си Стоян, който е обущар в града. Докато учи занаят, попада под комунистическо влияние и чете марксическа литература. Самостоятелно изучава предметите от гимназиалния курс. Става комунистически активист, като показва големи организационни способности. В 1937 година влиза в Околийския комитет на Работническия младежки съюз, а по-късно става негов секретар. Развива широка дейност по време на Соболевата акция през есента на 1940 година - организира подписки и изпращането на десетки протестни телеграми до Народното събрание за сключване на договор с СССР. В 1940 година Миленков става секретар на Областния комитет на РМС. На 2 септември 1941 година е арестуван и е затворен в лагера Кръстополе. Вследствие на тежките условия в лагера Миленков заболява сериозно и умира на 21 ноември 1941 година.